# Хари Лот
Лејк Ворт
Хари Хантер Лот (енгл. Harry Hunter Lott; Филаделфија 13. јануар 1880 — Језеро Ворт, Флорида, 5. фебруар 1949) је бивши амерички веслач, освајач златне медаље на Летњим олимпијским играма 1904. у Сент Луису.
У то време је био студент медицине на Џеферсон уливерзитету у Фијаделфији и веслао је у клубу Веспер из истог града. Убрзо након олимпијских игара дипломирао је и специјализовао оториноларингологију. Касније је постао професор на Џеферсон универзитету, специјализованом за болести уха.
На играма 1904. Лот је учествовао само у такмичењима осмераца. Његова екипа је на стази дугој 1,5 миљу (2.414 м) заузео прво место са временом од 7:50,0 минута.